# Canistrum auratum
Canistrum auratum är en gräsväxtart som beskrevs av Elton Martinez Carvalho Leme. Canistrum auratum ingår i släktet Canistrum och familjen Bromeliaceae. Inga underarter finns listade i Catalogue of Life.